# Tadeusz Bolewski
Tadeusz Bolewski (ur. 1865, zm. 1923 w Poznaniu), otiatra polski, autor publikacji naukowych.

## Życiorys
Dyplom lekarski obronił w 1892, specjalizację z otiatrii uzyskując w Niemczech. W 1895 osiadł na stałe w Poznaniu, gdzie oprócz prowadzenia praktyki prywatnej wykonywał obowiązki konsultanta Zakładu Sióstr Miłosierdzia. 
Był szanowanym i cenionym członkiem poznańskiej społeczności lekarskiej. Brał udział w pracach Wydziału Lekarskiego Poznańskiego Towarzystwa Przyjaciół Nauk. Współpracował z wydawanym przez to towarzystwo czasopismem "Nowiny Lekarskie", na łamach którego ogłosił kilka prac: 
- O operacyjnem leczeniu cholesteatomu ucha średniego (1896),
- O percepcyi wyższych tonów w nieurazowych chorobach wewnętrznego ucha (1896), Przypadek radykalnej operacyi perłowca (cholesteatoma) ucha średniego (1897),
- Przypadek perłowca ucha średniego, daleko rozwiniętego na podstawie czteroletniego ropienia u sześcioletniego chłopca (1898),
- Dwa przypadki ropnia lewego płata skroniowego pochodzenia usznego (1908).